# 스카이 앤드 텔레스코프

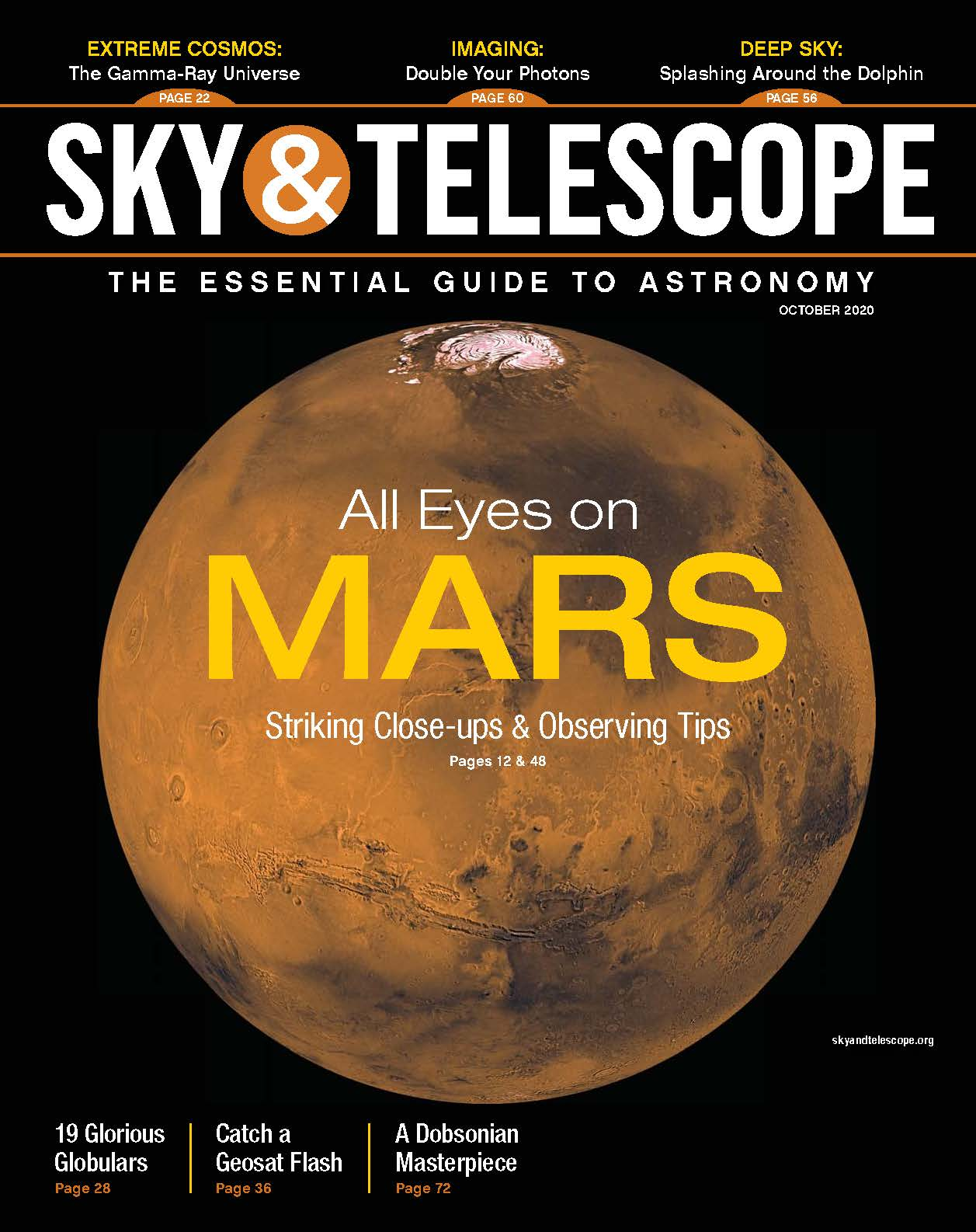

스카이 앤드 텔레스코프(Sky & Telescope, 약칭 S&T)는 아마추어 천문에 대한 모든 내용을 다루는 미국의 월간 잡지이다. 그 소재는 다음과 같다.
- 최근의 천문학과 우주 개발 소식
- 아마추어 천문 동아리 소식
- 천문 기기, 도서, 컴퓨터 소프트웨어 리뷰
- 아마추어 천체망원경 제작
- 천체사진

잡지의 내용은 일반 독자를 대상으로 하며, 근래의 발견에 대한 (종종 연구에 참여한 과학자의) 상세한 검토를 포함한다. 전면 칼라이며, 아마추어와 직업적인 사진작가들의 천체 사진과 곧 있을 천문현상에 대한 표와 그림을 싣고 있다.
스카이 앤드 텔레스코프 잡지는 1941년에 처음 발행되었는데, 이는 '스카이(The Sky)'와 '텔레스코프(The Telescope)'의 두 잡지가 합쳐진 결과였다. 현재는 스카이 출판사(Sky Publishing)에 의해 출간되고 있다.

## 같이 보기
- 아마추어 천문학